# Floriano Finamore
Floriano Finamore (* 13. Januar 1954 in Rom) ist ein ehemaliger italienischer Radrennfahrer und nationaler Meister im Radsport.

## Sportliche Laufbahn
Finamore war Bahnradsportler. Bei den Bahnradsport-Weltmeisterschaften 1980 gewann er mit Giorgio Rossi als Partner die Bronzemedaille im Tandemrennen. Bei den Bahnradsport-Weltmeisterschaften 1979 kamen beide auf den 4. Rang im Tandemwettbewerb. Von 1976 bis 1981 gewann er mit Rossi die nationale Meisterschaft im Tandemrennen. 1977 wurde er Vize-Meister im Sprint hinter Rossi.